# The Lonesome Chap
The Lonesome Chap è un film muto del 1917 diretto da Edward J. Le Saint.

## Trama
Stuart Kirkwood, ricco proprietario di miniere, scopre che Peggy, la sua fidanzata, è scappata alla vigilia delle nozze con un altro uomo, George Rothwell. I due amanti restano uccisi in un incidente e Stuart, per dimenticare il triste episodio, si dedica a Renee, la figlia di un suo amico morto in un'esplosione in miniera. La ragazza, dopo essere stata in collegio, torna a casa, ormai diciottenne. Con lei, Stuart sembra aver dimenticato il suo vecchio amore infelice ma le sue speranze sembrano infrangersi quando, nella sua vita, appare George, il figlio di Rothwell, l'uomo che l'ha reso infelice rubandogli Peggy. George junior è amico di Renee, che ha conosciuto a scuola. Credendo che i due giovani siano innamorati, Stuart si prepara a partire per un lungo viaggio. Ma Renee gli rivela di essere innamorata di lui e non di George. Dimenticato il suo passato infelice, per Stuart ora si apre un futuro felice insieme a Renee.

## Produzione
Il film fu prodotto dalla Pallas Pictures, una piccola casa di produzione che sarebbe stata inglobata dalla Paramount Pictures.

## Distribuzione
Distribuito dalla Paramount Pictures, il film uscì nelle sale cinematografiche USA il 19 aprile 1917. In Portogallo, venne distribuito il 25 luglio 1924 con il titolo Um Cobarde.